# Cryptomyzus tadzhikistanica
Cryptomyzus tadzhikistanica är en insektsart. Cryptomyzus tadzhikistanica ingår i släktet Cryptomyzus och familjen långrörsbladlöss. Inga underarter finns listade i Catalogue of Life.